# Красноармейское (Ленинградская область)
Красноармейское (до 1948 года Тийтуа, фин. Tiitua) — посёлок в Громовском сельском поселении Приозерского района Ленинградской области.

## Название
В начале 1948 года деревне Тийтуа было присвоено наименование Верхние Горки, а спустя полгода без какого-либо обоснования она была вторично переименована в Красноармейская. Переименование закреплено указом Президиума ВС РСФСР от 1 октября 1948 года.

## История

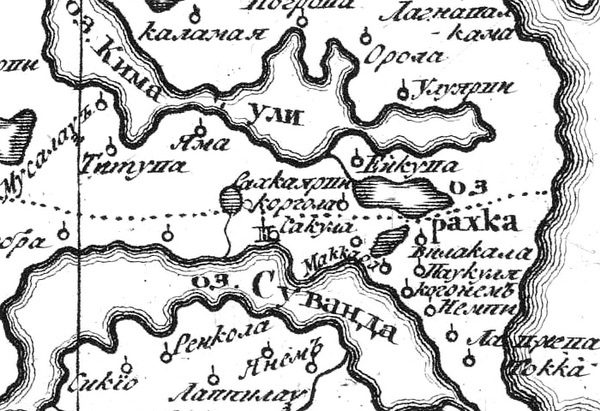
Деревня Титува на русской карте 1745 года

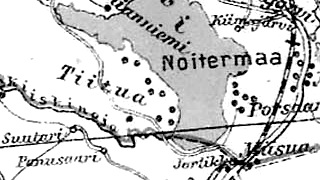
Деревня Тийтуа на финской карте 1923 года

До 1939 года деревня Тийтуа входила в состав волости Пюхяярви Выборгской губернии Финляндской республики.
С января 1940 года — в составе Карело-Финской ССР.
С 1 августа 1941 года по 31 июля 1944 года финская оккупация.
С 1 ноября 1944 года учитывалась в составе Юлимякского сельсовета Кексгольмского района. 
С 1 октября 1948 года деревня Тийтуа стала учитываться, как посёлок Красноармейское в составе Красноармейского сельсовета Приозерского района.
С 1 февраля 1963 года — в составе Красноармейского сельсовета Выборгского района.
С 1 января 1965 года — вновь в составе Красноармейского сельсовета Приозерского района. В 1965 году население посёлка составляло 232 человека. 
По данным 1966 года посёлок Красноармейское входил в состав Красноармейского сельсовета с административным центром в посёлке Громово
По данным 1973 и 1990 годов посёлок Красноармейское входил в состав Громовского сельсовета.
В 1997 году в посёлке Красноармейское Громовской волости проживали 88 человек, в 2002 году — 92 человек (русские — 99 %).
В 2007 году в посёлке Красноармейское Громовского СП проживали 70 человек, в 2010 году — 321 человека.

## География
Посёлок расположен в центральной части района на автодороге 41К-756 (подъезд к пос. Красноармейское).
Расстояние до административного центра поселения — 18 км.
Расстояние до ближайшей железнодорожной станции Громово — 7 км.
Посёлок находится на юго-западном берегу Комсомольского озера.

## Демография
| 2007 | 2010 | 2017 |
| ---- | ---- | ---- |
| 70   | ↗321 | ↘54  |

## Улицы
Качаловская, Кленовый переулок, Комсомольская, Лесной переулок, Луговая, Ольховый переулок, Песочный переулок, Просёлочная, Сретенская, Хвойный переулок.

## Садоводства
Осиновый Ручей.